# Humoreska (novela)
Humoreska je novela českého spisovatele Karla Matěje Čapka-Choda z roku 1924. Zfilmována byla v roce 1939 se stejným názvem Humoreska československým režisérem Otakarem Vávrou.